# Subsessor bocourti
Genre
Espèce
Synonymes
- Hypsirhina bocourti Jan, 1865
- Enhydris bocourti (Jan, 1865)
- Hypsirhina multilineata Tirant, 1885
- Hypsirhina gigantea Werner, 1923
- Hypsirhina bocourti soctrangensis Bourret, 1936

Statut de conservation UICN

 LC  : Préoccupation mineure
Subsessor bocourti, unique représentant du genre Subsessor, est une espèce de serpents de la famille des Homalopsidae.

## Répartition
Cette espèce se rencontre au Viêt Nam, dans le sud de la Thaïlande, au Cambodge et en Malaisie péninsulaire. Il est élevé en captivité dans le Sud de la république populaire de Chine.

## Étymologie
Le nom du genre vient du latin subsessor, celui qui se tient en embuscade, en référence à la stratégie de chasse de cette espèce. L'espèce est nommée en l'honneur du naturaliste Marie-Firmin Bocourt (1819-1904).

## Publications originales
- Jan, 1865 : Enumerazione sistematica degli ofidi appartenenti al gruppo Potamophilidae. Archivio per la Zoologia, l’Anatomia e la Fisiologia, vol. 3, no 2, p. 201-265 (texte intégral).
- Murphy & Voris, 2014 : A Checklist and Key to the Homalopsid Snakes (Reptilia, Squamata, Serpentes), with the Description of New Genera. Fieldiana: Life And Earth Sciences, no 8, p. 1-43 (texte intégral).